# Cunewalde
Cunewalde est une commune de Saxe (Allemagne), située dans l'arrondissement de Bautzen, dans le district de Dresde.
Elle est située dans la zone montagneuse de la Lusace, entre Bautzen et Löbau. La commune a été fondée vers 1222.

## Informations diverses
- Altitude : 315 m
- Population : 5 439  (12/2006)
- Densité : 204 hab./m²

## Jumelage
Donges (France) depuis 1993 (26 septembre)